# 루퍼스 토머스

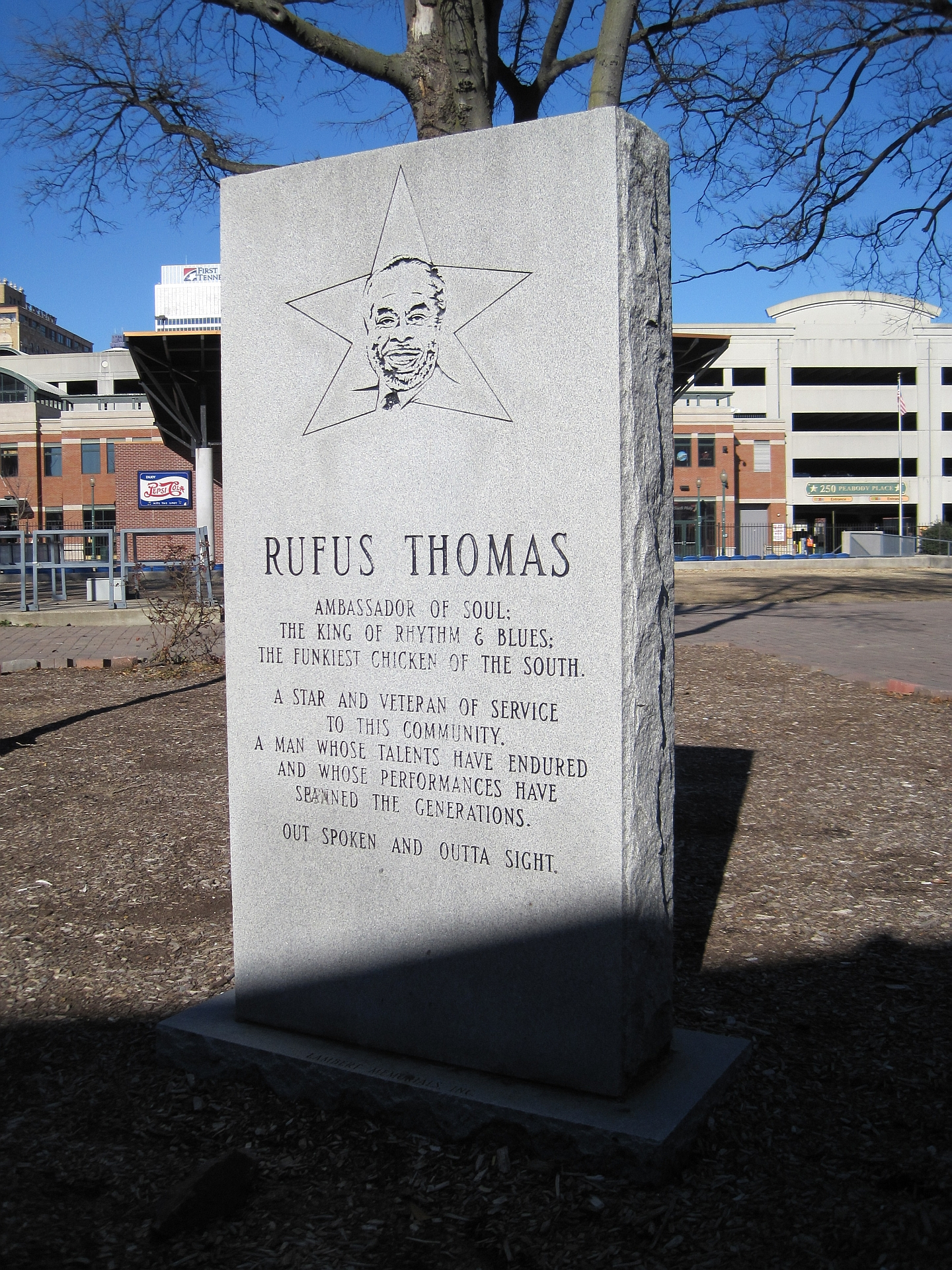

루퍼스 C. 토머스 2세(Rufus C. Thomas, Jr., 1917년 3월 26일 ~ 2001년 2월 15일)는 리듬앤블루스, 펑크, 솔, 블루스를 한 미국의 가수·작곡가·舞人·디제이·골계가이다.
미국 테네시주 멤피스 출신. 50년대부터 체스 레코드며 선 레코드 등 음반사를 전전하면서 레코드를 냈으며 그 이름을 떨치기는 60년대 스택스 레코드와 계약하면서부터의 일이다.
노블티의 댄스 곡으로 크게 알려져 있다. 이를테면 잘 알려진 것으로서 〈Walking the Dog〉·〈Do the Funky Chicken〉·〈(Do the) Push and Pull〉 등이 있는데 미시시피 블루스 협회에서 그를 일러 말하기로는 "루퍼스 토머스 씨는 멤피스 음악의 정신을 체현함에 있어서는 다른 어떤 음악인의 추종을 불허하였음으로 그는 이를 40년대에서 종생적까지 계속하여 왔다 (...) 이 고장에 있으며 다양한 중역에 종사하였던 바이다."
그가 음악을 하기는 30년대부터로 그 당시에는 탭댄스를 한다던지 보드빌을 한다든지 사회를 본다든지의 일을 한 것인데 디스크자키를 하게 됨은 멤피스의 WDIA에서 일을 얻어서 된 것이다. 그 음반경력으로 말하자면 디스크자키를 하기 전부터 세가 나 있었었다. 90년대에 들어 활동을 그치게 되었으며 음악가로서의 별칭으로서 "세계최고령의 청소년(The World's Oldest Teenager)"이라는 것이 붙어 있다. 또한 가수 칼라 토머스와 바네스 토머스, 마벨 토머스의 부친이 되는 사람이다.